# Кримінальний фільм
Кримінальний фільм — жанр кінематографа, твори якого містять демонстрацію злочинних діянь та їх розслідування.
Виник практично одночасно з появою кінематографа. Головними героями детективних фільмів опиняються порушники закону та їх жертви, ув'язнені, слідчі, працівники поліції, адвокати. Детективні фільми експлуатують бажання глядача зазирнути в злочинний світ і одночасно уникнути фатальних наслідків, які пов'язані з цим досвідом в реальному житті. Дана подвійність — страх зіткнутися зі справжнім злочином і привабливість кримінального життя — пояснює популярність жанру.